# Heinrich Anton Müller
Heinrich Anton Müller (* 22. Januar 1869 (?) in Versailles (?); † 10. Mai 1930 in Münsingen (Bern)) war ein Schweizer Künstler. Er gilt als wichtiger Vertreter der Art brut.

## Leben
Über das Datum und den Ort von Heinrich Anton Müllers Geburt gibt es keine einheitlichen Angaben. Nach manchen Autoren ist er 1865 in Boltigen geboren, nach anderen 1869 in Versailles. Später zog er in die Waadt und heiratete dort. Über die frühen Jahre seines Lebens ist nur wenig bekannt. Beruflich war Müller im Weinbau tätig. In seiner Freizeit beschäftigte er sich mit dem Entwurf und Bau verschiedener Maschinen, welche die Arbeit des Rebbauers erleichtern sollten. Eine seiner Erfindungen wurde 1903 mit einem Patent belegt. Ob diese Rebveredlungsmaschine jedoch tatsächlich gebaut wurde, ist nicht bekannt. Künstlerische Tätigkeiten oder Interessen sind aus der Zeit seiner Jugend nicht nachweisbar.
1906 wurde Heinrich Anton Müller entmündigt und in die Irrenanstalt Münsingen eingeliefert, wo er bis zum Ende seines Lebens bleiben soll. Nach Angaben des Direktors der Pflegeanstalt, Dr. Rudolf Wyss, waren bei ihm Symptome einer psychischen Störung bereits nach der Erfindung der Rebbaumaschine zu beobachten: Müller „vernachlässigt die Familie, arbeitet nicht mehr und irrt ziellos umher“. Er wurde von Wahnvorstellungen und megalomanen Anfällen heimgesucht, nannte sich „Papa Dieu“ und „L’Eternel“.
Erst nach einer längeren katatonischen Phase, die auf seine Hospitalisierung folgte, begann Müller 1914 sich künstlerisch zu betätigen. In dieser ersten Schaffensperiode entstanden verschiedene kinetische Skulpturen aus Abfallmaterialien. Parallel dazu arbeitete Müller an einem perpetuum mobile. Oft zerstörte er selbst sein Werk. Unmittelbar nachdem der Künstler 1917 einen Malkasten bekommen hatte, begann er Bilder und Zeichnungen anzufertigen. 1923 hörte er plötzlich ohne erkennbaren Grund mit sämtlichen künstlerischen Aktivitäten auf. Zwei Jahre später, nach einer schweren Krankheit, griff er wieder zum Stift. In den letzten Jahren seines Lebens verschlechterte sich sein Zustand deutlich und er verbrachte lange Zeit damit, eine von ihm aus Steinen und Erde gebaute Plastik durch ein papiernes Teleskop zu betrachten.
Heinrich Anton Müller starb 1930 in der Heilanstalt Münsingen.

## Werke
In seinen plastischen Objekten benutzte Heinrich Anton Müller unterschiedliche Abfallmaterialien (alten Karton, Lumpen) sowie Steine, Erde und eigene Körpersekrete. Seine eigentümlichen Konstruktionen dienten keinem bestimmten Zweck: Sie erzeugten lediglich Bewegung. Das gesamte Maschinenwerk ist heute nicht mehr erhalten. Geblieben sind wenige Fotos und eine Beschreibung im Rahmen der Krankheitsgeschichte.
Das erhaltene bildnerische Werk besteht aus ca. 45 Arbeiten. Auch hier benutzte Müller alten Karton als Malunterlage. In seinen Bildern treten oft Menschen, Tiere und Pflanzen neben anthropomorphen Lebewesen auf.

## Rezeption
Zusammen mit Adolf Wölfli und Aloïse gehört Heinrich Anton Müller zu den bekanntesten Vertretern der Art Brut.
Erstmals erschienen Werke des Künstlers in Hans Prinzhorns „Bildnerei der Geisteskranken“. Es folgten Ausstellungen unter der Leitung von Jean Dubuffet (1949, Paris), Pontus Hultén und Harald Szeemann. Letzterer stellte 1972 Müller bei der documenta 5 in Kassel vor. Künstler wie Jean Tinguely und Daniel Spoerri interessierten sich lebhaft für das plastische Schaffen und die Person Müllers.
Die Motive der Zeichnungen und Bilder des Künstlers werden oft als Ausdruck der Verbindung zwischen Mensch und Natur und der Gestaltwandlung, der beide unterliegen, interpretiert. Die Benutzung von Abfallmaterialien sowie die „ziellose“ Tätigkeit der Maschinen werden als Aufwertung des Nutzlosen gesehen, ein Aspekt, der in Zusammenhang mit der Reflexion des Künstlers über seine eigene marginale gesellschaftliche Position gebracht wird.